# Narcisa Atienza
Narcisa Atienza (* 29. Oktober 1979) ist eine philippinische Leichtathletin, die sich auf den Siebenkampf spezialisiert hat und auch im Hochsprung zahlreiche Erfolge feierte.

## Sportliche Laufbahn
Erste internationale Erfahrungen sammelte Narcisa Atienza im Jahr 2001, als sie bei den Südostasienspielen in Kuala Lumpur mit übersprungenen 1,74 m die Silbermedaille hinter der Thailänderin Netnapa Thaiking gewann und damit einen neuen Landesrekord aufstellte. Im Jahr darauf belegte sie bei den Asienmeisterschaften in Colombo mit 1,65 m den neunten Platz und 2003 wurde sie bei den Asienmeisterschaften in Manila mit 1,70 m Achte. Anschließend erreichte sie bei den Südostasienspielen in Hanoi mit 4381 Punkten den vierten Platz im Siebenkampf. 2005 belegte sie bei den Südostasienspielen in Manila mit 1,75 m den vierten Platz im Hochsprung und gewann im Siebenkampf mit 5231 Punkten die Bronzemedaille hinter der Vietnamesin Nguyễn Thị Thu Cúc und Watchaporn Masin aus Thailand.
2009 gewann sie bei den Südostasienspielen in Vientiane mit 5167 Punkte die Silbermedaille hinter der Thailänderin Wassana Winatho und 2011 belegte sie bei den Asienmeisterschaften in Kōbe mit 5041 Punkten den siebten Platz und gewann anschließend bei den Südostasienspielen in Palembang mit 5285 Punkten die Silbermedaille hinter der Thailänderin Winatho. Bei den Leichtathletik-Asienmeisterschaften 2013 in Pune konnte sie ihren Wettkampf nicht beenden, gewann aber anschließend bei den Südostasienspielen in Naypyidaw mit 5241 Punkten erneut die Silbermedaille hinter Winatho. 2015 belegte sie bei den Südostasienspielen in Singapur mit einer Weite von 11,61 m den fünften Platz im Kugelstoßen und gewann im Siebenkampf mit 4798 Punkten die Bronzemedaille hinter den Thailänderinnen Sunisa Khotseemueang und Kotchakorn Khamrueangsri.
In den Jahren von 2003 bis 2006 wurde Atienza philippinische Meisterin im Hochsprung sowie 2005 und 2006 auch im Siebenkampf.

## Persönliche Bestleistungen
- Hochsprung: 1,80 m, 29. November 2005 in Manila
- Kugelstoßen: 13,10 m, 4. Juni 2018 in Ilagan
- Siebenkampf: 5285 Punkte, 13. November 2011 in Palembang